# (3285) Ruth Wolfe
(3285) Ruth Wolfe – planetoida z pasa głównego asteroid okrążająca Słońce w ciągu 4 lat i 7 dni w średniej odległości 2,53 au Została odkryta 5 listopada 1983 roku w Obserwatorium Palomar przez Carolyn Shoemaker i Eugene Shoemakera. Nazwa planetoidy pochodzi od Rutha Fantona Wolfe'a, amerykańskiego matematyka, kolegi odkrywców z United States Geological Survey. Została zatwierdzona przez Briana Marsdena. Przed nadaniem nazwy planetoida nosiła oznaczenie tymczasowe (3285) 1983 VW1.